# Zmarli w czerwcu 2016

## Czerwiec 2016
- 30 czerwca
  - Don Friedman – amerykański pianista jazzowy[1]
  - Martin Lundström – szwedzki biegacz narciarski[2]
  - Witold Zagórski – polski koszykarz i trener[3]
- 29 czerwca
  - Elechi Amadi – nigeryjski pisarz[4]
  - Giuseppe De Andrea – włoski duchowny katolicki, arcybiskup[5]
  - Robert Marie Gay – kanadyjski duchowny katolicki, biskup[6]
  - Zdzisław Mikulski – polski geograf, profesor zwyczajny[7]
  - Jan Pallado – polski architekt, profesor nadzwyczajny Politechniki Śląskiej[8][9]
  - Janina Paradowska – polska dziennikarka, publicystka[10]
  - Wasyl Slipak – ukraiński śpiewak operowy[11]
  - Rob Wasserman –  amerykański basista[12]
  - Jerzy Wroński – polski malarz, profesor, wykładowca Uniwersytetu Śląskiego[13]
- 28 czerwca
  - Frederick Gilroy – północnoirlandzki bokser[14]
  - André Guelfi – francuski kierowca wyścigowy[15]
  - Joseph Atsumi Misue – japoński duchowny katolicki, biskup[16]
  - Scotty Moore – amerykański gitarzysta rock’n’rollowy, grający z Elvisem Presleyem[17]
  - Alina Radkowska – polska działaczka harcerska i nauczycielka[18]
  - Pat Summitt – amerykańska trenerka koszykówki[19]
  - Keith Vickerman – brytyjski zoolog[20]
- 27 czerwca
  - Krzysztof Bazylow – polski dziennikarz i działacz sportowy[21]
  - Henry Sebastian D’Souza – indyjski duchowny katolicki, arcybiskup[22]
  - Luís Carlos Melo Lopes – brazylijski piłkarz i trener[23]
  - Oh Se-jong – południowokoreański łyżwiarz uprawiający short track, olimpijczyk[24]
  - Henryk Pulikowski – polski dyplomata, konsul generalny w Lille (1970–1973)[25]
  - Mack Rice – amerykański piosenkarz i autor piosenek[26]
  - Bud Spencer – włoski aktor i pływak, olimpijczyk (1952, 1956)[27]
  - Amar Sułojew – rosyjski kickbokser, zawodnik mieszanych sztuk walki (MMA)[28]
  - Henryk Telakowski – polski uczestnik II wojny światowej, żołnierz 2 Armii WP, kawaler orderów[29]
  - Alvin Toffler – amerykański pisarz żydowskiego pochodzenia, futurolog[30]
- 26 czerwca
  - Austin Clarke – kanadyjski pisarz[31]
  - Nicole Courcel – francuska aktorka[32]
  - Jona Goldrich – amerykański deweloper, filantrop i żołnierz pochodzenia polsko-żydowskiego[33]
  - Ryan Jimmo – kanadyjski zawodnik mieszanych sztuk walki (MMA)[34]
  - Kavalam Narayana Panicker – indyjski pisarz, poeta, reżyser teatralny[35]
- 25 czerwca
  - Bill Cunningham – amerykański fotograf mody[36]
  - Monika Dzienisiewicz-Olbrychska – polska aktorka[37]
  - Henryk Gdawiec – polski piłkarz[38]
  - Jim Hickman – amerykański baseballista[39]
  - Władysław Jagiełło – polski działacz sportowy, krajowy i międzynarodowy sędzia narciarski[40]
  - Adam Kilian – polski artysta plastyk i scenograf[41]
  - Urszula Marciniak –  polska matematyczka znana z tworzenia łamigłówek logicznych[42]
- 24 czerwca
  - Urszula Nałęcz (siostra Rafaela) – polska zakonnica ze Zgromadzenia Sióstr Franciszkanek Służebnic Krzyża, misjonarka[43]
  - Kazimierz Rułka – polski specjalista w dziedzinie górnictwa oraz budownictwa podziemnego, prof. dr hab. inż.[44][45]
  - Bernie Worrell – amerykański klawiszowiec i kompozytor[46]
- 23 czerwca
  - Michael Herr – amerykański pisarz i korespondent wojenny[47][48]
  - Ewa Pachowska – polska dziennikarka[49]
  - Jerzy Marian Pikul – polski poeta i prozaik[50]
  - Marian Pypeć – polski działacz konspiracji niepodległościowej w czasie II wojny światowej oraz powojennego podziemia antykomunistycznego, kawaler orderów[51][52]
  - Grzegorz Spychalski – polski ekonomista i urzędnik państwowy, prezes Agencji Restrukturyzacji i Modernizacji Rolnictwa[53]
  - Ralph Stanley – amerykański muzyk bluegrassowy grający na banjo[54]
- 22 czerwca
  - Mike Hart – brytyjski piosenkarz i autor piosenek[55]
  - Luis Gutiérrez Martín – hiszpański duchowny katolicki, biskup[56]
  - Bill Ham – amerykański menedżer muzyczny (ZZ Top)[57]
  - Andrzej Kondratiuk – polski reżyser, scenarzysta, aktor i operator filmowy[58]
  - Amjad Sabri – pakistański muzyk qawwali[59]
- 21 czerwca
  - Zdzisław Cackowski – polski filozof, rektor UMCS[60]
  - Karl Dallas – brytyjski muzyk folkowy, dziennikarz, pisarz, dramaturg, działacz pokojowy, producent muzyczny i telewizyjny[61]
  - Jack Fuller – amerykański dziennikarz, laureat Nagrody Pulitzera (1986)[62]
  - Wayne Jackson – amerykański trębacz rhythm and bluesowy[63]
  - Tomasz Porowski – polski geolog, przedstawiciel Polski przy RWPG w zakresie energetyki, kawaler orderów[64][65]
  - Harry Rabinowitz – brytyjski dyrygent i kompozytor muzyki filmowej[66]
- 20 czerwca
  - Grzegorz Bałdych – polski gitarzysta jazzowy, kompozytor i autor tekstów[67][68]
  - Frank Chapot – amerykański jeździec sportowy[69]
  - Michał Józefczyk – polski duchowny rzymskokatolicki[70]
  - Alfred Kaniecki – polski geograf, prof. dr hab.[71][72]
  - Edgard Pisani – francuski polityk, pisarz, filozof[73]
- 19 czerwca
  - Wacław Ciupidro – polski działacz narciarski i sędzia międzynarodowy[74]
  - Victor Stănculescu – rumuński wojskowy, minister obrony narodowej Rumuńskiej Republiki Ludowej[75]
  - Anton Yelchin – amerykański aktor pochodzenia rosyjskiego[76]
  - Leopold Żurowski – polski inżynier budownictwa i działacz polityczny, znany z długiego życia po zabiegu przeszczepu serca[77]
- 18 czerwca
  - Paul Cox – australijski reżyser filmowy[78]
  - Sharon Douglas – amerykańska aktorka[79]
  - Carmen Susana Dujim Zubillaga – wenezuelska modelka, Miss World z roku 1955[80]
  - Vittorio Merloni – włoski przedsiębiorca, przemysłowiec[81]
  - Mychajło Wyszywaniuk – ukraiński polityk, przewodniczący Iwanofrankowskiej Obwodowej Administracji Państwowej[82]
- 17 czerwca
  - Rubén Aguirre – meksykański aktor[83]
  - Angel Gelmi Bertocchi – włoski duchowny katolicki, biskup[84]
  - Peter Feuchtwanger – niemiecki pianista, kompozytor i pedagog muzyczny[85]
  - Ron Lester – amerykański aktor[86]
  - Prince Be – amerykański muzyk hip-hop[87]
- 16 czerwca
  - Sulo Aittoniemi – fiński polityk i policjant, kandydat w wyborach prezydenckich w 1994[88]
  - Jo Cox – brytyjska polityk Partii Pracy, posłanka do Izby Gmin[89]
  - Luděk Macela – czeski piłkarz[90]
  - Zbigniew Rajche – polski fotograf i publicysta[91]
  - Charles Thompson – amerykański pianista i kompozytor jazzowy[92]
- 15 czerwca
  - Lois Duncan – amerykańska pisarka[93]
  - Jarosław Mikołajewicz – polski prawnik, doktor habilitowany nauk prawnych[94]
- 14 czerwca
  - Ronnie Claire Edwards – amerykańska aktorka[95]
  - Ann Guilbert – amerykańska aktorka[96]
  - Jerzy Jan Maciak – polski polityk, podsekretarz stanu w ministerstwie rolnictwa PRL, poseł na Sejm VII kadencji PRL[97]
  - Henry McCullough – północnoirlandzki muzyk rockowy; gitarzysta, wokalista i autor tekstów[98]
  - Elżbieta Solska – polska polityk i dziennikarka, senator III kadencji (1993–1997)[99]
  - Józef Stós – polski uczestnik II wojny światowej, więzień KL Auschwitz-Birkenau, kawaler orderów[100]
- 13 czerwca
  - Anahid Ajemian – amerykańska skrzypaczka pochodzenia ormiańskiego[101]
  - Mihaly Meszaros – węgierski aktor i artysta cyrkowy[102]
  - Chips Moman – amerykański producent muzyczny, gitarzysta i autor tekstów[103]
- 12 czerwca
  - Stanisław Cieśla – polski socjolog, prof. dr hab., sekretarz generalny Polskiego Towarzystwa Współpracy z Klubem Rzymskim[104][105]
  - Halina Janaszek-Ivaničková – polska eseistka, tłumaczka, filolog, historyk literatury i slawistka[106]
  - Curley Johnson – amerykański futbolista[107]
  - Ryszarda Kazimierska-Barcz – polska publicystka, działaczka konspiracji niepodległościowej w czasie II wojny światowej, dama orderów[108][109]
  - Feliks Ptaszyński – polski architekt i konserwator zabytków[110]
  - George Voinovich – amerykański polityk[111]
  - Janet Waldo – amerykańska aktorka[112]
  - Ken Wilson – brytyjski autor przewodników wspinaczkowych[113]
  - Cezary Wodziński – polski filozof, historyk filozofii, tłumacz i eseista, prof. dr hab.[114]
- 11 czerwca
  - Rudi Altig – niemiecki kolarz, mistrz świata[115]
  - Christina Grimmie – amerykańska piosenkarka[116]
  - Henryk Pawłowski – polski matematyk[117]
  - Alberto Remedios – brytyjski śpiewak operowy[118]
  - Jan Paweł Schaitter – polski ekonomista, działacz konspiracji niepodległościowej w czasie II wojny światowej, kawaler orderów[119]
- 10 czerwca
  - Shaibu Amodu – nigeryjski piłkarz i trener piłkarski[120]
  - Marek Chimiak – polski przedsiębiorca, działacz opozycyjny w czasach PRL[121]
  - Gordie Howe – kanadyjski hokeista[122]
- 9 czerwca
  - Stanisław Dygasiewicz – polski działacz turystyczny, Członek Honorowy PTTK, kawaler orderów[123][124]
  - Carillo Gritti – włoski duchowny katolicki, biskup[125]
  - Ryszard Meksiak – polski fotograf[126]
  - J. Reilly Lewis – amerykański organista i dyrygent chóru[127]
  - Tadeusz Siedlecki – polski żołnierz, uczestnik II wojny światowej, podpułkownik WP w stanie spoczynku, kawaler Orderu Virtuti Militari[128]
- 8 czerwca
  - Pierre Aubert – szwajcarski polityk[129]
  - Zbigniew Kapała – polski historyk, publicysta i regionalista[130]
  - Stephen Keshi – nigeryjski piłkarz i trener piłkarski[131]
  - Sascha Lewandowski – niemiecki trener piłkarski[132]
  - Kahhor Mahkamow – radziecki i tadżycki działacz komunistyczny[133]
  - Melchizedek (Lebiediew) – rosyjski biskup prawosławny[134]
- 7 czerwca
  - Peter Fontaine – angielski aktor[135]
  - Marita Lindquist – fińska pisarka[136]
  - Mary MacLeod – brytyjska aktorka[137]
  - Jerzy Najar – polski specjalista w zakresie mechaniki, profesor UKW[138][139]
  - Ryszard Nowicki – polski dziennikarz i publicysta[140]
  - Krzysztof Pawłowski – polski piłkarz i szaradzista[141][142]
  - Sean Rooks – amerykański koszykarz[143]
  - Didargylyç Urazow – turkmeński piłkarz[144]
  - Jan Winiecki – polski ekonomista, nauczyciel akademicki, członek Rady Polityki Pieniężnej (2010–2016)[145]
  - Jakub Wołąsiewicz – polski urzędnik państwowy i dyplomata[146]
- 6 czerwca
  - Wiktor Korcznoj – szwajcarski szachista pochodzenia rosyjskiego, arcymistrz od 1956 roku, dwukrotny wicemistrz świata (1978, 1981)[147]
  - Anna Mysłowska – polska tłumaczka literatury angielskojęzycznej[148]
  - Theresa Saldana – amerykańska aktorka[149]
  - Peter Shaffer – angielski dramatopisarz i scenarzysta, brat bliźniak dramatopisarza Anthony’ego Shaffera[150]
  - Kimbo Slice – amerykański bokser i zawodnik mieszanych sztuk walki (MMA)[151]
- 5 czerwca
  - Gianluca Buonanno – włoski polityk i samorządowiec, deputowany krajowy, eurodeputowany VIII kadencji[152]
  - Jerome S. Bruner – amerykański psycholog[153]
  - Norbert Łaciński – polski dziennikarz, popularyzator muzyki[154]
  - Andrzej Szmajke – polski psycholog, prof. dr hab.[155]
- 4 czerwca
  - Phyllis Curtin – amerykańska śpiewaczka operowa[156]
  - István Halász – węgierski piłkarz[157]
  - Krzysztof Kaczanowski – polski biolog, specjalista w zakresie antropologii, prof. dr hab.[158][159][160]
  - Władysława Kierzkowska – polska plastyczka specjalizująca się w tkaninie artystycznej[161][162]
  - Henryk Loska – polski działacz piłkarski, mąż Krystyny Loski oraz ojciec Grażyny Torbickiej[163][164]
- 3 czerwca
  - Muhammad Ali – amerykański bokser[165]
  - Jerzy Drozdowski – polski dziennikarz[166][167]
  - Bernard Gotfryd – amerykański pisarz i fotograf polsko-żydowskiego pochodzenia[168]
  - Paweł Kowalski – polski piłkarz i trener piłkarski[169]
  - Jocelyn Lovell – kanadyjski kolarz[170]
  - Luis Salom – hiszpański motocyklista wyścigowy[171]
  - Czesław Skoczylas – polski konstruktor lotniczy[172]
  - Dave Swarbrick – brytyjski skrzypek folkowy i folkrockowy[173]
  - Maria Szymańska-Kowalska – polski anestezjolog, prof. dr hab. nauk med.[174][175]
  - Tadeusz Toczyński – polski urzędnik państwowy, prezes Głównego Urzędu Statystycznego (1996–2006)[176]
- 2 czerwca
  - Kazimiera Bober – amerykańska przedsiębiorczymi pochodzenia polskiego[177]
  - Tom Kibble – brytyjski fizyk-teoretyk[178]
  - Jewhen Łemeszko – ukraiński piłkarz i trener piłkarski[179]
  - Andrzej Niemczyk – polski siatkarz i trener[180]
  - Irena Pietrzykowska – polski biolog, prof. dr hab.[181][182]
  - Hermann Scheipers – niemiecki duchowny rzymskokatolicki, więzień KL Dachau, działacz na rzecz pojednania niemiecko-polskiego[183]
  - Jerzy Zomer – polski nauczyciel, działacz podziemia niepodległościowego w czasie II wojny światowej, kawaler orderów[184]
- 1 czerwca
  - Leonard Boyle – nowozelandzki duchowny katolicki, biskup[185]
  - Janusz Ekiert – polski muzykolog, krytyk muzyczny, publicysta, popularyzator muzyki i wiedzy o muzyce[186]
  - Jerzy Maria Piotrowski – polski zootechnik, dr hab. nauk rolniczych[187][188]